# 모충

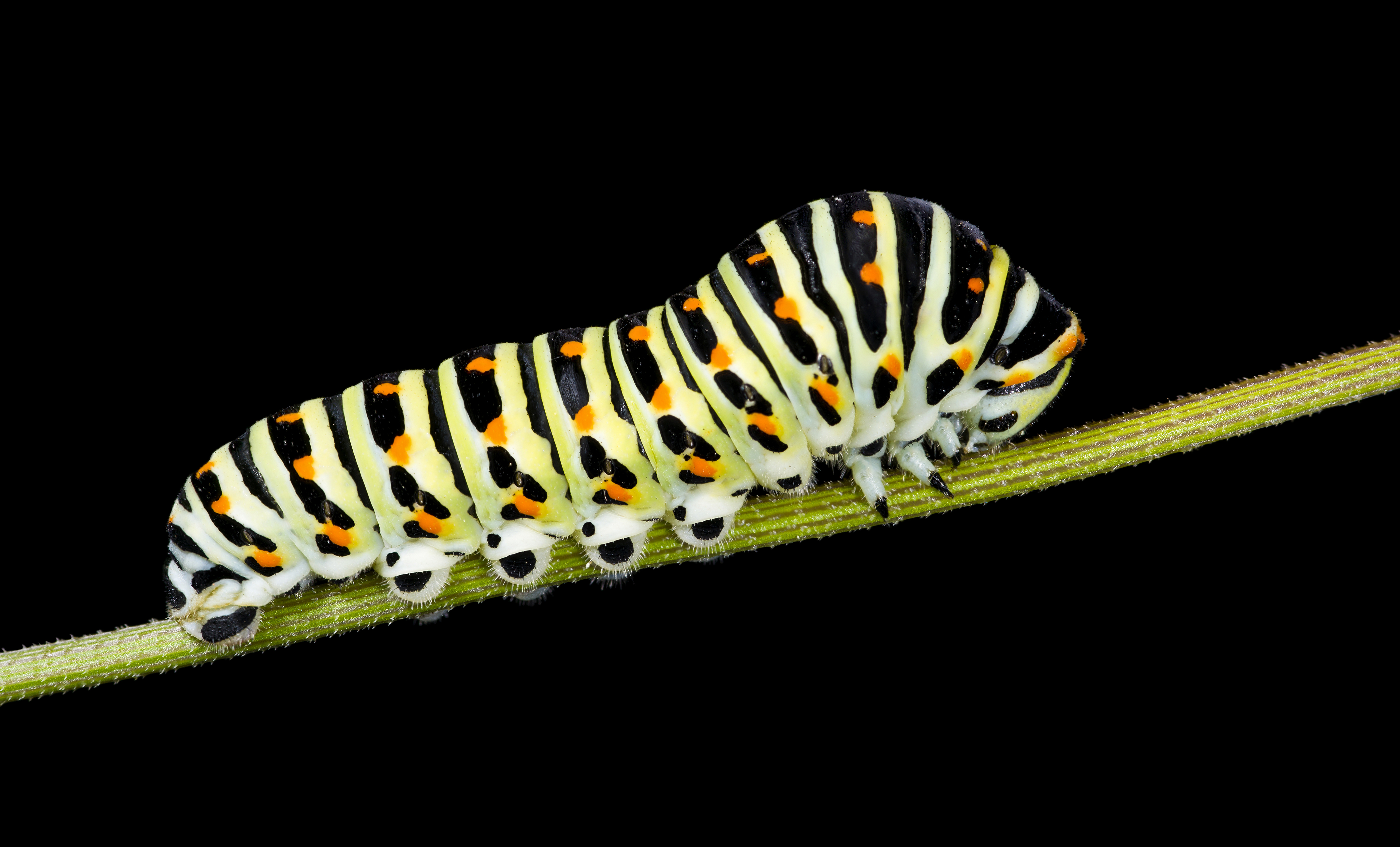
산호랑나비의 애벌레.

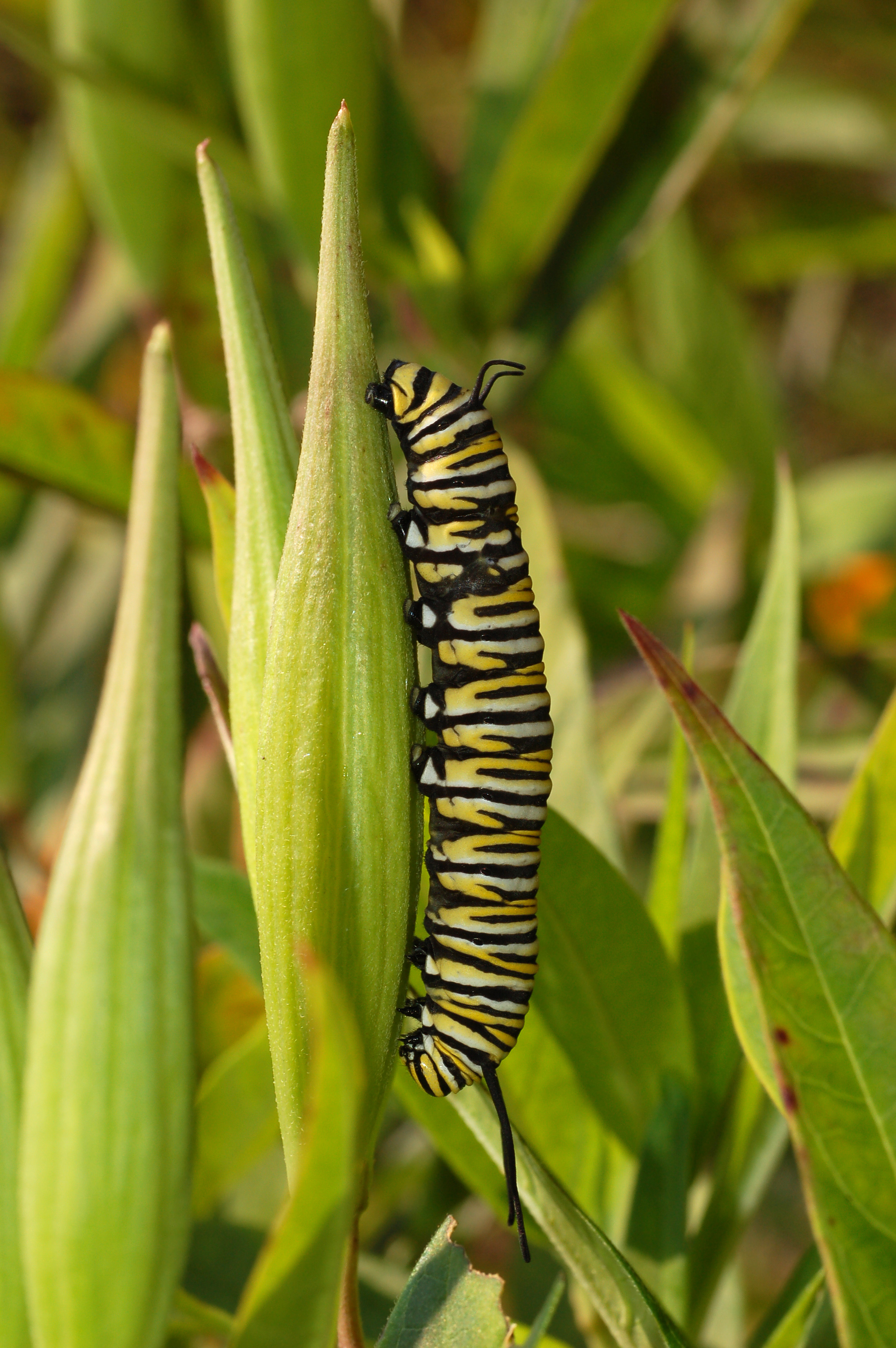
모나크나비의 애벌레.

애벌레(caterpillar)는 나비목 곤충의 유생의 통칭이다. 하지만 이 명칭은 임의적이며, 잎벌아목의 유생에도 흔히 사용된다.
대부분의 애벌레는 초식성이나, 모두 그렇지만은 않다. 어떤 것은 식충 동물이고, 동족을 잡아먹기도 한다. 어떤 것은 다른 동물의 생성물을 먹고 산다. 예를 들면, 옷좀 나방은 털을 먹고 살며, 뿔 나방은 발굽과 죽은 유제류의 뿔을 먹고 산다.
애벌레는 일반적으로 식욕이 왕성하고 그중 다수는 농업에 있어 심각한 해충이기도 하다. 실제로 많은 나방의 종들은 애벌레일 때에 이들이 주는 과일 및 농산물의 피해로 잘 알려져 있는 반면, 나방은 잘 알려져 있지 않고 직접적인 피해를 주지도 않는다. 역으로, 여러 종류의 애벌레들로부터는 비단을 얻기도 하고, 사람이나 짐승의 먹이가 되며, 해가 되는 식물을 생물학적으로 통제하는데 이용되기도 한다.

## 장난감
나비목 애벌레는 다리가 3쌍이고 배마디에 '헛발'이라는 구조물을 가지고 있다. 인형이나 장난감에서 헛발은 진짜 다리처럼 묘사되어 지네처럼 보이기도 한다.

## 같이 보기
- 양잠업